# Psoríase em gotas

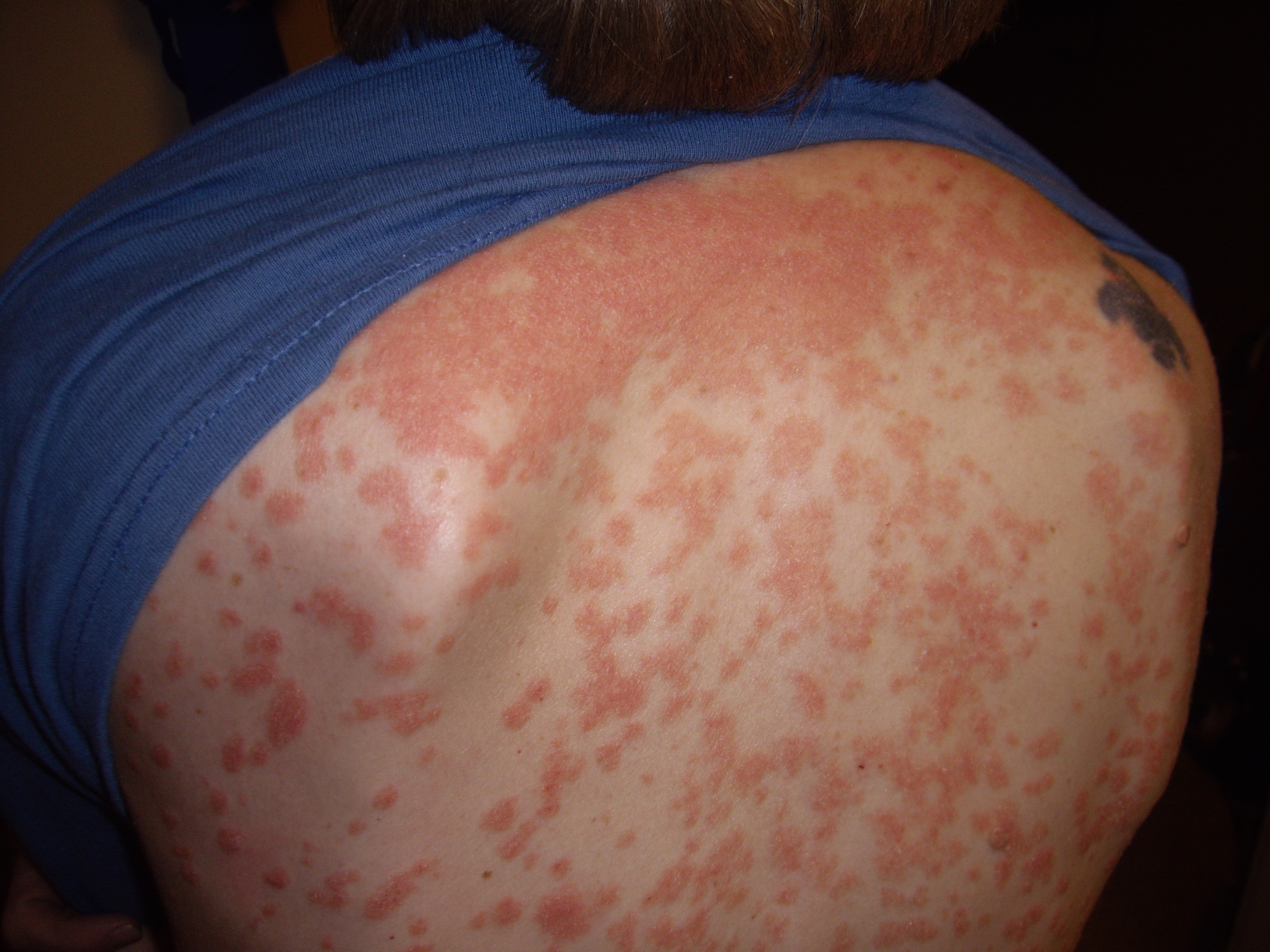
Guttate psoriasis diagnosed in a 30 year old female

Psoríase  em gotas ou psoríase gutata é um tipo de psoríase que se manifesta na forma de  pequenas lesões em forma de gotas, de cor rosa-salmão, sobre a pele. A palavra "gutata"  deriva do latim gútta,ae ('gota, pingo'). 
De aparecimento abrupto, acomete especialmente o tronco e as extremidades. São mais frequentes em crianças e adultos jovens e aparecem pouco semanas após uma infecção estreptocócica.
Observa-se o início da psoríase gutata alguns dias ou semanas após uma infecção de garganta ou ouvido. Deve-se então avaliar com médico otorrinolaringologista o que fazer para evitar essas infecções do trato aéreo superior.O diagnóstico diferencial é com a pitiríase rósea de gilbert.